# Bellheim
Bellheim (pfälzisch: Bellem) ist eine Ortsgemeinde im Landkreis Germersheim in Rheinland-Pfalz. Bellheim ist Verwaltungssitz der gleichnamigen Verbandsgemeinde, gleichzeitig die größte Kommune des Landkreises Germersheim, die kein Stadtrecht besitzt. Bellheim ist gemäß Landesplanung als Grundzentrum ausgewiesen.

## Geographie

### Geographische Lage und Gemeindegliederung
Der Ort liegt in der Oberrheinischen Tiefebene und der Südpfalz etwa sechs Kilometer südwestlich von Germersheim. Landau in der Pfalz liegt etwa zwölf Kilometer westlich von Bellheim. Östlich der Gemeinde liegt das Naturschutzgebiet Eichtal-Brand.
Zu Bellheim gehören auch die Wohnplätze Gut Altbrand, Am Viadukt, Birkenhof, Fortmühle, Am Sondernheimer Weg, In den Gerichtsmorgen, Obermühle, Wappenschmiedmühle und Aussiedlerhof Obere Wiesenäcker.

### Gewässer
Mitten durch das Siedlungsgebiet führt der Spiegelbach samt seinem rechten Mühlkanal Mühlbach. Am westlichen Rand der Bebauung nimmt er von rechts den Brühlgraben auf. Durch den Norden der Gemeindegemarkung verläuft die Sollach.

### Nachbargemeinden
Die Ortsgemeinde Bellheim grenzt im Uhrzeigersinn beginnend im Norden an folgende Gemeinden: Zeiskam, Lustadt, Westheim, Germersheim, Hördt, Rülzheim und Knittelsheim.

## Geschichte
Erste urkundliche Erwähnung findet Bellheim im Lorscher Codex am 12. Juni 774. Das ursprüngliche Reichsdorf wurde ab der Mitte des 13. Jahrhunderts verliehen und kam 1363 als Pfand an die Kurpfalz. Als Zeichen der pfälzischen Herrschaft lassen sich seit dem 15. Jahrhundert der Pfälzer Löwe und die Rauten in Gemeindesiegeln nachweisen. Bis zum Ende des 18. Jahrhunderts gehörte der Ort zur Kurpfalz und unterstand dort dem Oberamt Germersheim. 
In der Zeit der Revolutionskriege zwischen dem späten 18. und 19. Jahrhundert fielen die Ideen von Freiheit und Brüderlichkeit auch in Bellheim auf fruchtbaren Boden. Ein Freiheitsbaum wurde gepflanzt für die Ideale der Revolution. Am 30. Juli 1793 fand bei Bellheim ein Gefecht zwischen Revolutionstruppen und königstreuen Einheiten des Prince de Condé statt. Von 1798 bis 1814, als die Pfalz Teil der Französischen Republik (bis 1804) und anschließend Teil des Napoleonischen Kaiserreichs war, war Bellheim bis 1814 in den Kanton Germersheim. Danach gehörte die Gemeinde für wenige Jahre dem Kanton Landau an, ehe sie ins Germersheimer Pendant zurückkehrte. Napoleon sorgte für die Verbreitung des Code civil und band die Gemeindeverwaltung Bellheim an französisches Recht. 
Im Zuge der europäischen Neuordnung nach der napoleonischen Ära kam Bellheim 1816 an Bayern. Von 1818 bis 1862 gehörte die Gemeinde dem Landkommissariat Germersheim an; aus diesem ging das Bezirksamt Germersheim hervor. Am 13. Juni 1848 war Bellheim Austragungsort eines Gefechtes zwischen den sogenannten Freischaren und Truppen der Festung Germersheim.
Im Ersten und Zweiten Weltkrieg blieb Bellheim weitgehend von Zerstörung verschont, allerdings wurde der Ort sehr stark mit Quartierleistungen, Truppen- und Verwundetenversorgung in Anspruch genommen. In den 1950er und 1960er Jahren wuchs Bellheim sehr rasch zu einer großen Wohngemeinde. Im Zuge der ersten rheinland-pfälzischen Verwaltungsreform wurde Bellheim 1972 Sitz der neu geschaffenen gleichnamigen Verbandsgemeinde eingegliedert. Am 16. Februar 2024 fand vor Ort eine Demonstration gegen Rechtsextremismus statt; die Teilnehmerzahl betrug zwischen 200 und 300.

## Bevölkerung

### Einwohnerstatistik
Die Entwicklung der Einwohnerzahl von Bellheim, die Werte von 1871 bis 1987 beruhen auf Volkszählungen:
| Jahr | Einwohner |
| ---- | --------- |
| 1815 | 2.018     |
| 1835 | 2.375     |
| 1871 | 2.679     |
| 1905 | 3.257     |
| 1939 | 4.447     |

| Jahr | Einwohner |
| ---- | --------- |
| 1950 | 4.738     |
| 1961 | 5.658     |
| 1970 | 6.317     |
| 1987 | 6.869     |
| 1997 | 8.227     |

| Jahr | Einwohner |
| ---- | --------- |
| 2005 | 8.485     |
| 2011 | 8.327     |
| 2017 | 8.648     |
| 2023 | 8.911     |

### Konfessionsstatistik
Mit Stand 30. Juni 2005 waren von den Einwohnern 55,9 % römisch-katholisch, 21,8 % evangelisch und 22,3 % waren konfessionslos oder gehörten einer anderen Glaubensgemeinschaft an. Ende September 2024 hatten 36,6 % der Einwohner die katholische Konfession und 20,3 % die evangelische. 43,0 % gehörten entweder einer anderen Glaubensgemeinschaft an oder waren konfessionslos. Die Zahl der Protestanten und vor allem die der Katholiken ist demnach seit 2005 gesunken. 
Im Gemeindegebiet existieren insgesamt zwei Friedhöfe. Bis zum Bau der Christuskirche in Rülzheim diente die örtliche evangelische Kirche zusätzlich den Gläubigen in Hördt, Kuhardt, Leimersheim, Neupotz und Rülzheim.

## Politik

### Gemeinderat
Der Gemeinderat in Bellheim besteht aus 24 Ratsmitgliedern, die bei der Kommunalwahl am 9. Juni 2024 in einer personalisierten Verhältniswahl gewählt wurden, und dem ehrenamtlichen Ortsbürgermeister als Vorsitzendem.
Die Sitzverteilung im Gemeinderat:
| Wahl | SPD | CDU | FDP | ödp | FWG | BfB | Gesamt   |
| ---- | --- | --- | --- | --- | --- | --- | -------- |
| 2024 | 4   | 8   | 3   | –   | 9   | –   | 24 Sitze |
| 2019 | 4   | 8   | 4   | –   | 8   | –   | 24 Sitze |
| 2014 | 5   | 8   | 2   | –   | 7   | 2   | 24 Sitze |
| 2009 | 4   | 9   | 2   | 2   | 4   | 3   | 24 Sitze |
| 2004 | 4   | 10  | 2   | 2   | 6   | –   | 24 Sitze |

- FWG = Freie Wählergruppe Adam e. V.
- BfB = Bürger für Bellheim e. V.

### Bürgermeister
Paul Gärtner (FWG Adam) wurde am 24. Juli 2014 Ortsbürgermeister von Bellheim. Bei der Direktwahl am 26. Mai 2019 wurde er mit einem Stimmenanteil von 54,45 % für weitere fünf Jahre in seinem Amt bestätigt. Bei der Direktwahl am 9. Juni 2024 wurde er mit 59,0 % der Stimmen gegen einen Kandidaten der CDU erneut wiedergewählt. Seine Vorgänger waren:
- 1964–1993: Kurt Adam (FWG)
- 1993–2004: Dieter Adam (FWG)
- 2004–2007: Hans-Joachim Heinz (CDU)
- 2007–2014: Tobias Baumgärtner (CDU)

### Wappen
| | Blasonierung: „Geteilt und belegt mit einem roten Herzschild, darin ein goldenes Gemarkungszeichen in Form eines nach unten offenen Hufeisens, das mit einem kleineren, nach links geöffneten Haken besetzt ist, oben in Schwarz ein schreitender, rotbewehrter und -bezungter goldener Löwe, unten von Silber und Blau gerautet.“ |
| Wappenbegründung: Es wurde 1961 vom Mainzer Innenministerium genehmigt und geht zurück auf ein Siegel aus dem 15. Jahrhundert, das bereits den Pfälzer Löwen und die Rauten zeigte. 1961 wurde zur Unterscheidung von ähnlichen Ortswappen das Herzschild mit dem Gemarkungszeichen hinzugefügt. | |

### Gemeindepartnerschaften
- Die Partnerschaft mit der französischen Gemeinde Le Perray-en-Yvelines besteht seit 1994.
- Seit 2002 unterhält die Gemeinde Bellheim eine Partnerschaft mit der Stadt Koźmin Wielkopolski und der Gmina Koźmin Wielkopolski in Polen.

## Kultur und Sehenswürdigkeiten

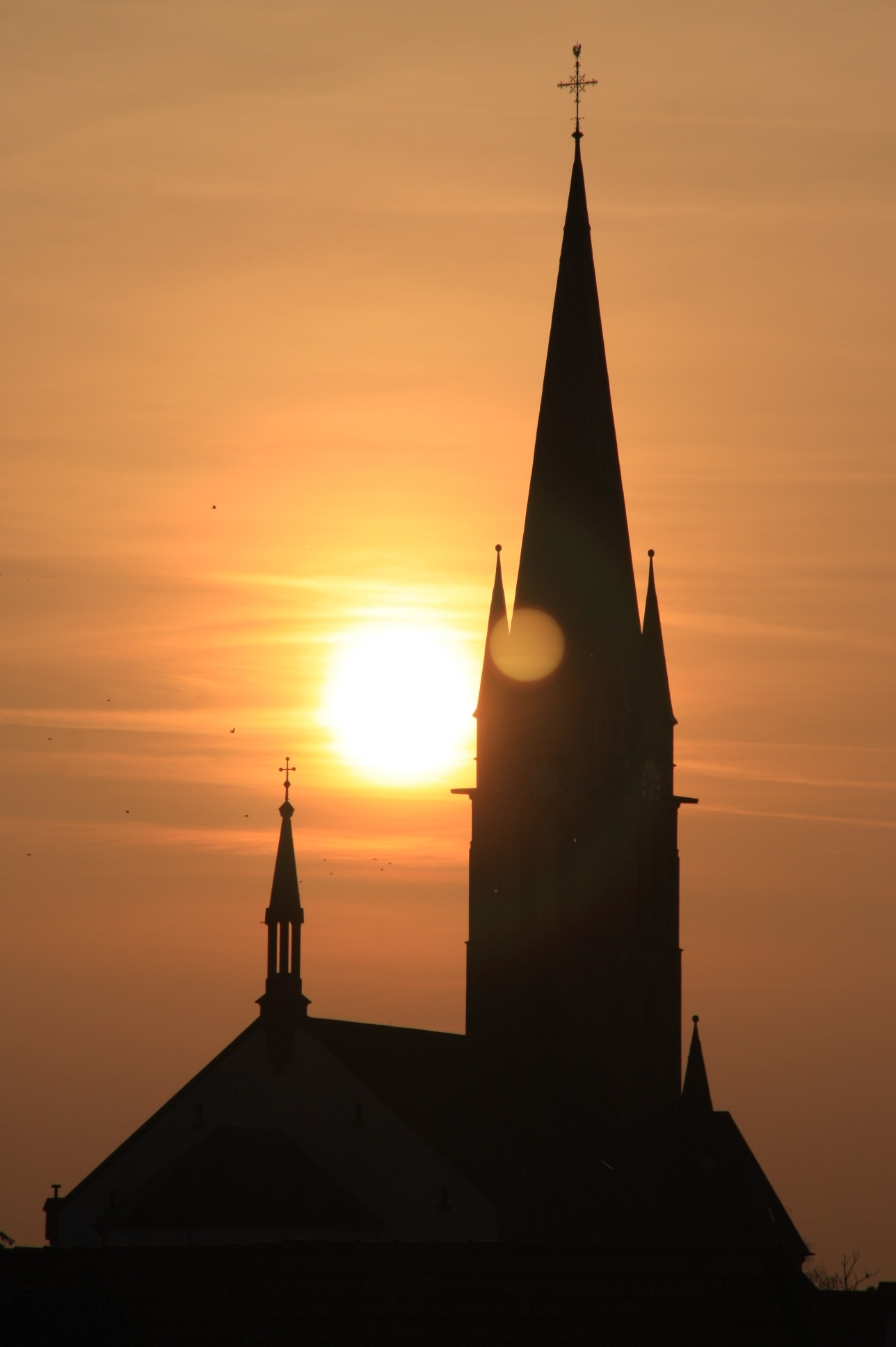
Katholische Kirche

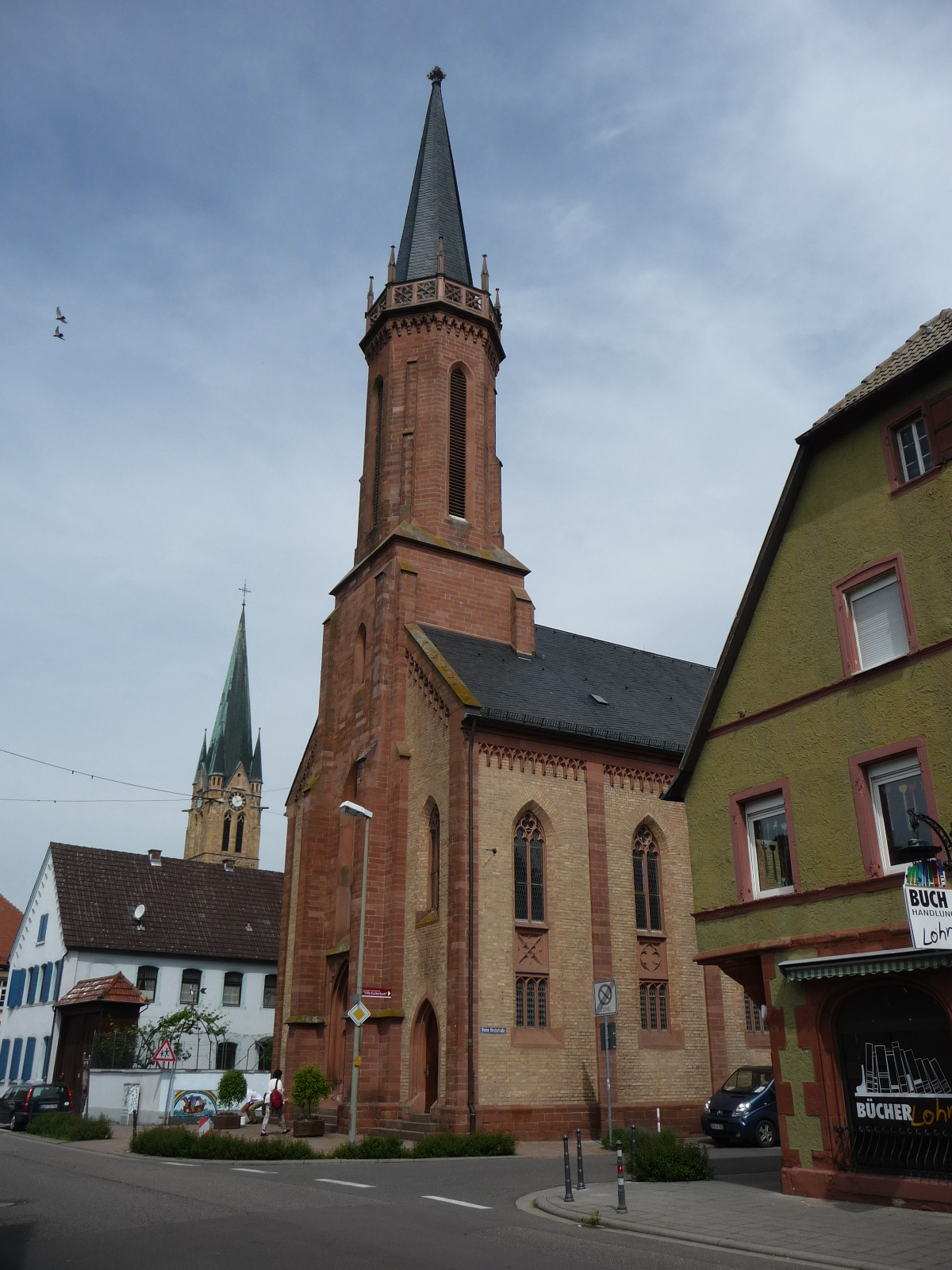
Evangelische Kirche

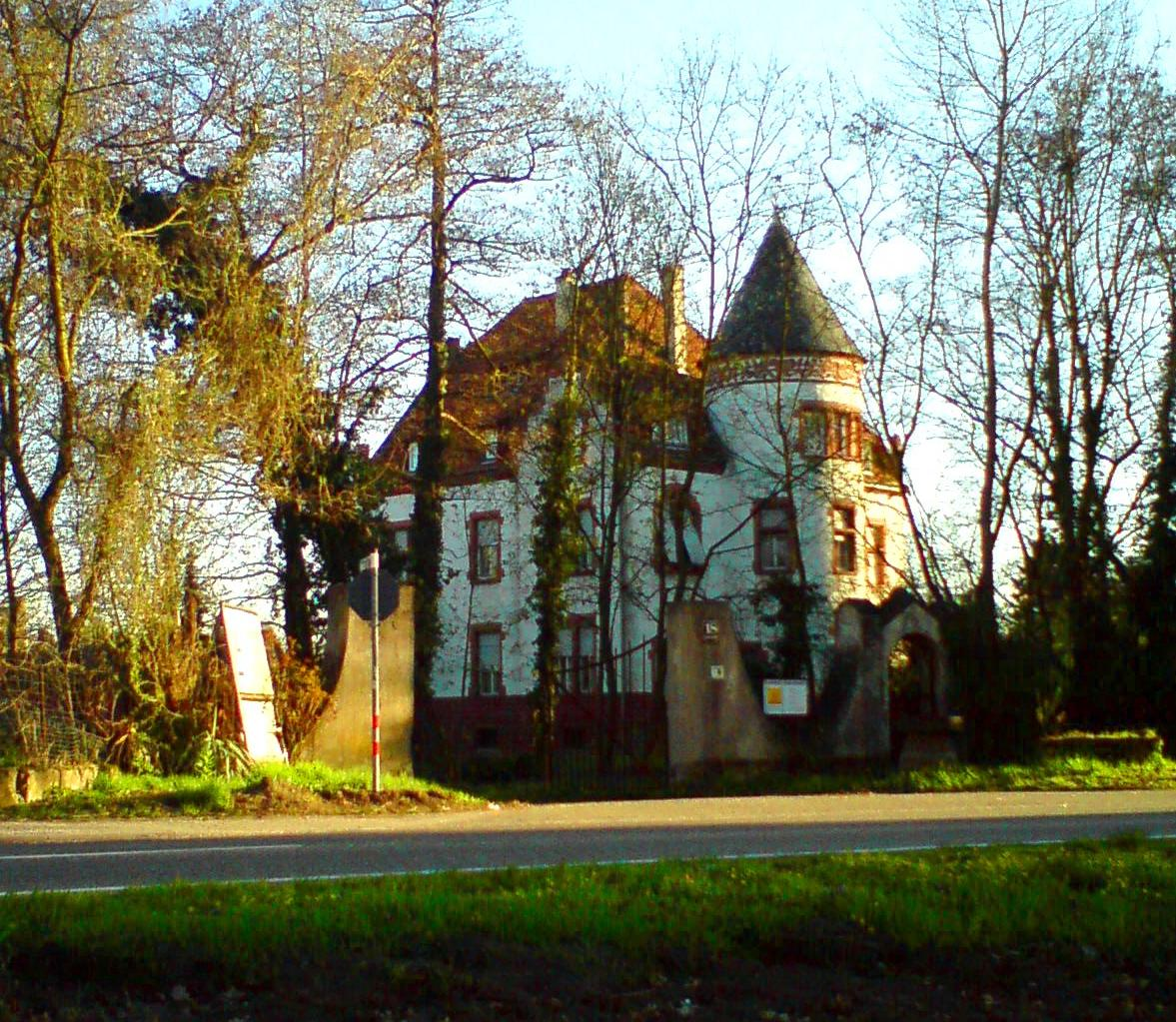
Denkmalgeschütztes Gebäude in Bellheim

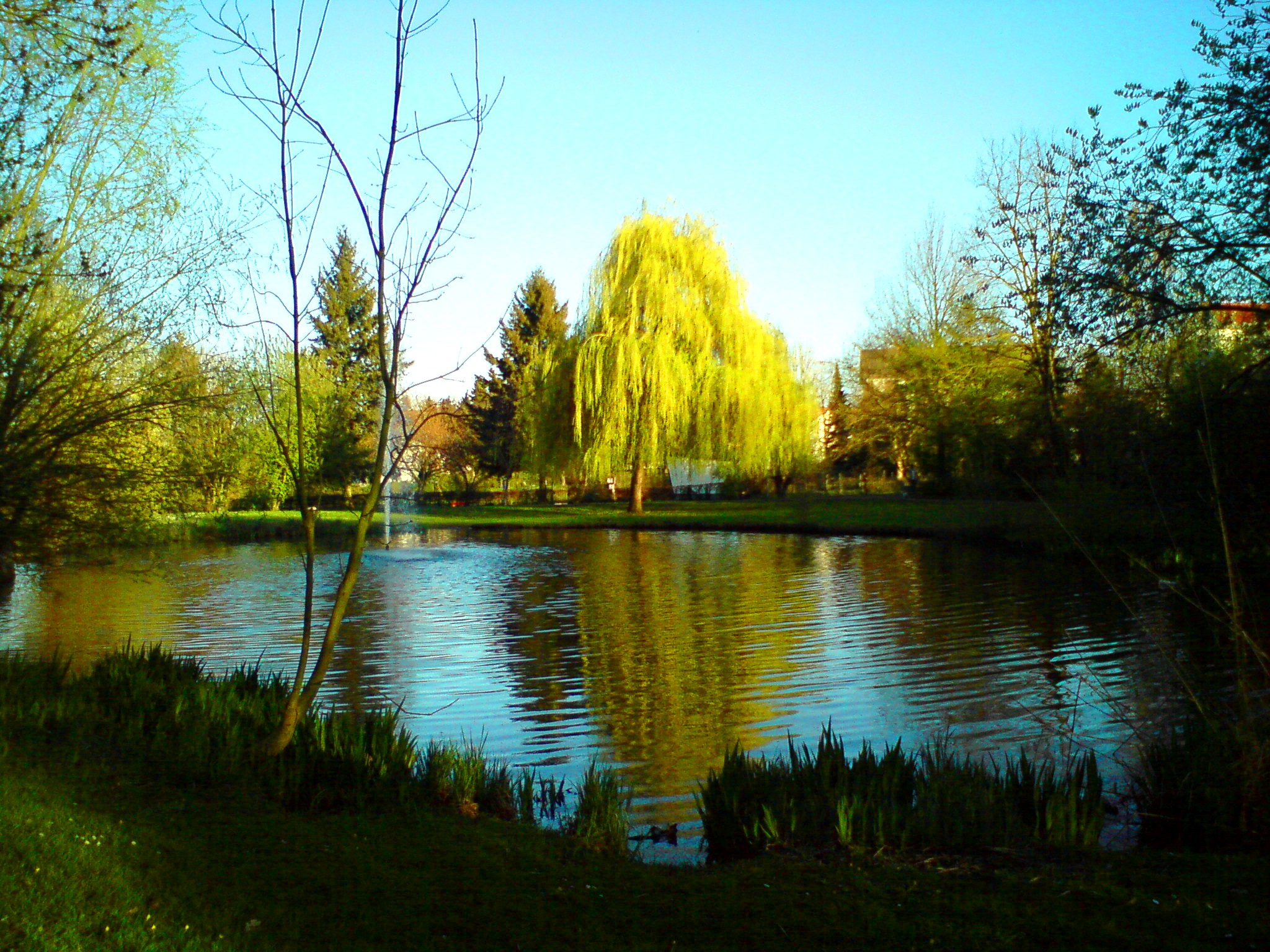
Bellheimer Parkanlage

### Bauwerke
Nördlich des Ortes befinden sich die Reste des Jagdschlosses Friedrichsbühl. Im Zentrum des Ortes erhebt sich die katholische Kirche St. Nikolaus. Ihr Turm stammt aus dem 15. Jahrhundert und wurde im 19. Jahrhundert erhöht. Er ist 68 Meter hoch. Die Evangelische Pfarrkirche steht ungefähr 50 Meter weiter östlich und ist nach Norden gerichtet. Ihr Turm ist 42 Meter hoch.

### Natur und Parks
Mit der Blumenesche existiert im Gemeindegebiet ein Naturdenkmal. Das Naturschutzgebiet Eichtal-Brand erstreckt sich teilweise über die Gemeindegemarkung. In unmittelbarer Nähe zum Rathaus beginnt der Park am Spiegelbach. Auf dem Parkgelände werden seit 2006 jährlich an Pfingsten die Bellheimer Gartentage veranstaltet, eine Informations- und Verkaufsveranstaltung zum Thema Blumen und Gärten, die überregionale Bekanntheit erlangt hat.

### Mundart
In Bellheim wird zumeist der südpfälzische Dialekt gesprochen.

### Sport
Die Gemeinde ist Sitz des Fußballvereins Phönix Bellheim. Eine Auswahl aus Bellheim nahm beim Spiel ohne Grenzen 1980 teil. Am 12. August 2018 fand vor Ort im Rahmen der Rad-Bundesliga 2018 ein Straßenrennen statt.

## Wirtschaft und Infrastruktur

### Energie
Bellheim ist Standort von zehn Windkraftanlagen; zwei Anlagen mit 600 kW Leistung wurden 2001, drei weitere Anlagen mit je 1500 kW Leistung und fünf mit 2000 kW Leistung wurden 2009 installiert. Die Anlage bei 49° 10′ 31,6″ N, 8° 15′ 36,7″ O hat eine Gesamthöhe von 139 Metern, ebenso die Anlagen bei 49° 10′ 27,1″ N, 8° 15′ 46,5″ O und 49° 10′ 24,2″ N, 8° 16′ 7,9″ O.
In Bellheim kreuzen sich drei Pipelines des Central Europe Pipeline System. Im Ort befindet sich ein Kerosin-Tanklager der Bundeswehr. Zwischen 2030 und 2032 soll es ausgebaut werden; dabei soll auch der Gleisanschluss reaktiviert werden.

### Verkehr
Bellheim liegt an der Bahnstrecke Schifferstadt–Wörth. Seit Dezember 2010 fährt zwischen Germersheim und Wörth am Rhein die Stadtbahn Karlsruhe mit den Haltepunkten Bahnhof Bellheim und Bellheim am Mühlbuckel. Seit Dezember 2023 ist der Haltepunkt Bellheim Bahnhof zudem Halt der S-Bahn Rhein-Neckar. 
Östlich der Gemeinde verläuft die vierspurig ausgebaute Bundesstraße 9, die von Wörth am Rhein nach Speyer führt.

### Öffentliche Einrichtungen
Als Sitz der Verbandsgemeinde beherbergt Bellheim deren Verwaltung.
Zudem befindet sich in der Hauptstraße das Bellheimer Jugendzentrum H99.
Der Schwimmpark mit Riesenrutsche und Sprungturm befindet sich in der Zeiskamer Straße, ebenso wie das Franz-Hage-Stadion, errichtet 1921 und genutzt vom Fußballverein FC Phönix und dem Verein für Leibesübungen (VfL). Ein Abenteuerspielplatz befindet sich am Waldrand in der Forststraße.
Im Jahr 2001 wurde in Bellheim eine Sternwarte neben dem Schwimmbad errichtet. Zudem ist Bellheim Sitz des Forstamtes Pfälzer Rheinauen.

### Ansässige Unternehmen
In Bellheim sind mehrere große Unternehmen ansässig, wie beispielsweise die Bellheimer Brauerei der Park & Bellheimer AG, die Kardex Remstar (Bellheimer Metallwerk GmbH), der Verlag Edition Phantasia sowie das Einrichtungshaus Trösser. Erstere ging 1995 aus dem Zusammenschluss der Bellheimer Brauerei K. Silbernagel AG mit der Parkbrauerei Pirmasens & Zweibrücken AG hervor. Unternehmenssitz ist seither Pirmasens, während vor Ort nach wie vor ein Betrieb existiert.

### Bildung
Im Ort gibt es eine Grundschule, eine Realschule plus, eine Volkshochschule, fünf Kindertagesstätten, einen Schulhort, sowie eine Gemeindebücherei.

## Persönlichkeiten

### Ehrenbürger
- Johannes Storck (1829–1914), Prälat, wirkte von 1869 bis 1913 als Pfarrer und Dekan in Bellheim.[25] Nach ihm wurde die Prälat-Storck-Straße benannt.
- Franz Hage (1897–1989), Vorstand und Direktor der Brauerei Silbernagel AG. Ehrenbürgerschaft verliehen am 17. Januar 1969.[26]
- Friedrich Schneider (1902–1974), Arzt. Ehrenbürgerschaft verliehen am 25. Dezember 1967.[27] Nach ihm wurde die Dr.-Friedrich-Schneider-Halle benannt.
- August Heinrich, „Bellemer Heiner“ (1881–1965), Pfälzer Mundart- und Heimatdichter. Ehrenbürgerschaft verliehen am 20. September 1951.[28] Die Bellemer-Heiner-Straße wurde nach ihm benannt.
- Kurt Adam, Bürgermeister a. D. (1929–2021). Ehrenbürgerschaft verliehen im Januar 2018. Nach ihm wurde die Kurt-Adam-Straße benannt.[29]

### Söhne und Töchter der Gemeinde
- Anton Spiehler (1795–1867), katholischer Bischofssekretär, Geistlicher Rat und Domkapitular der Diözese Speyer
- Jakob Graff (1820–1906), Architekt und Baubeamter
- Michael Bayersdörfer (1867–1940), Politiker und Reichstagsabgeordneter (BVP)
- August Heinrich (1881–1965), Schauspieler, Mundart- und Heimatdichter
- Anton Lutz (1911–1985), Fußballspieler
- Karl Vogt (1915–1997), Landrat in Bitburg
- Benno Heiter (* 1936), Politiker (CDU)
- Manfred Kramer (1939–2025), Politiker (CDU)
- Richard Bolz (* 1947), General der Bundeswehr
- Claus Boesser-Ferrari (* 1952), Gitarrist und Komponist
- Peter Gadinger (* 1956), Fußballspieler
- Reiner Edelmann (* 1965), Fußballspieler

### Personen, die vor Ort gewirkt haben
- August Baum (1880–1960), Funktionär der Eisenbahnergewerkschaft, Politiker (SPD, USPD), 1945/1946 Bürgermeister Bellheims, Träger des Bundesverdienstkreuzes
- Josef Freiermuth (1901–1994), Lehrer und Politiker (CDU), war ab 1934 vor Ort Hilfslehrer
- Paul Marklowsky (1911–1998), Jurist und Politiker (FDP), starb vor Ort
- Georg Gawliczek (1919–1999), 1955/56 Trainer von Phönix Bellheim
- Rolf Kahn (* 1943), spielte zeitweise bei Phönix Bellheim
- Johann Emil Kratz, seit 1983 Träger des Verdienstordens des Landes Rheinland-Pfalz
- Andy Becht (* 1974), Politiker (FDP) lebt in Bellheim
- David Emling (* 1987), Schriftsteller, war von 2014 bis 2017 vor Ort Beigeordneter
- Yemisi Ogunleye (* 1998), Leichtathletin